# Basilosaurus
Basilosaurus ("reptil rey" en griego antiguo) es un género extinto de cetáceos arqueocetos; se trata del primer cetáceo grande en aparecer en el registro fósil y es una pieza clave en el estudio de su evolución. 
Aparecieron en el Eoceno tardío, hace aproximadamente cuarenta y cinco millones de años. Tenían una gran difusión a nivel geográfico, como lo demuestra el hecho de que se hayan encontrado fósiles en lugares tan variados como Alabama, Luisiana, Egipto y Pakistán. Los basilosáuridos habitaban las aguas costeras poco profundas de los océanos del Eoceno. Dos de sus rasgos más interesantes son el grado de elongación de su cuerpo en comparación con el de las ballenas actuales y las dos patas posteriores vestigiales que poseían, presentando por evolución convergente una forma similar a reptiles acuáticos extintos; tales como el Kronosaurus, Thalattoarchon o Mosasaurus, siendo el motivo por lo que sus restos inicialmente fueron asociados erróneamente como pertenecientes a una especie de reptil acuático, siendo nombrado con el sufijo "saurus".
Se extinguieron hace aproximadamente treinta y seis millones de años, poco antes del inicio del Oligoceno, debido a un gran episodio de cambio climático conocido como Grande Coupure.

## Morfología

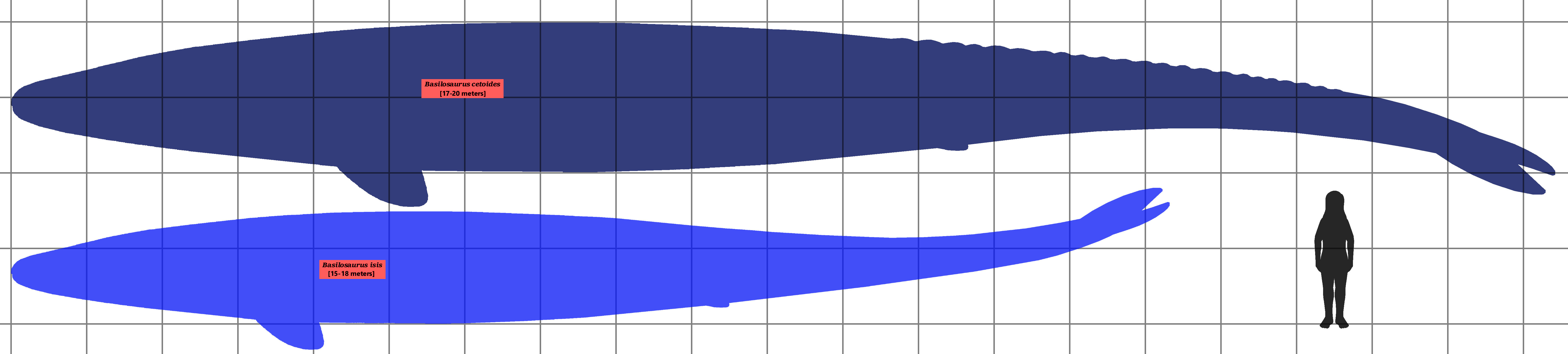
Tamaño comparado con el de un humano.

El basilosaurio no es una especie de transición, pero posee una combinación de características físicas típicas de sus antepasados terrestres y de elementos característicos de las ballenas modernas. Por ejemplo, a diferencia de las ballenas actuales, el basilosaurio tenía una mandíbula bien desarrollada con cuarenta y cuatro dientes afilados. Los del delante tenían forma de cono y estaban especializados para atrapar a las presas, mientras que los del detrás tenían forma triangular y estaban adaptados para desgarrar la carne, de manera parecida a los mesoniquios. Por este motivo, durante mucho tiempo estos fueron considerados como los antepasados del basilosaurio. Actualmente se cree que los cetáceos comparten un antepasado común con los artiodáctilos.

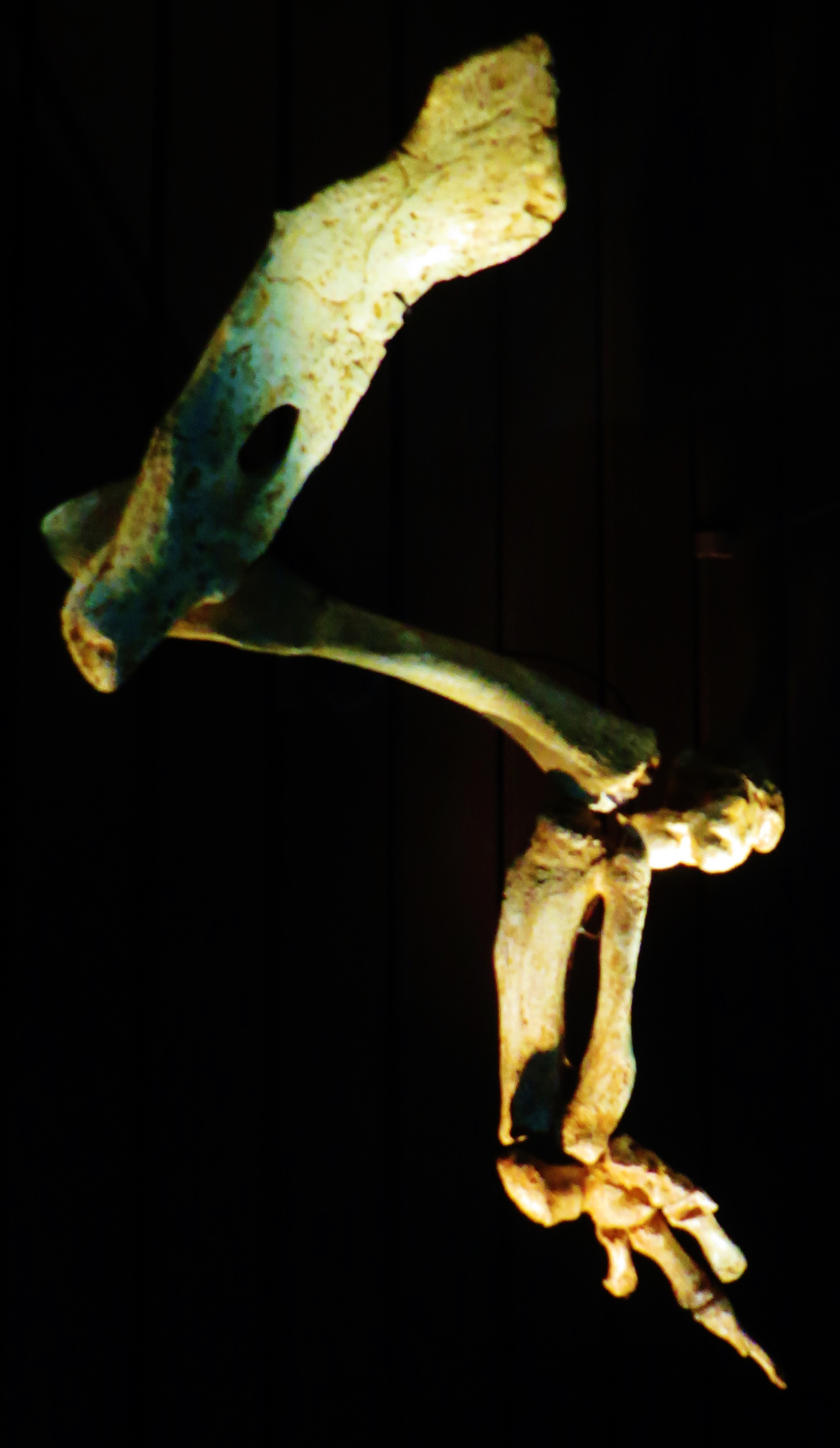
Miembro posterior de B. isis

Su cuerpo extremadamente alargado es el producto de un proceso de elongación de sus vértebras, que parecen haber estado llenas de un fluido. Esto implicaría que el basilosaurio sólo podría haber funcionado en dos dimensiones a la superficie del mar, en contraste con el funcionamiento tridimensional de la mayoría del resto de cetáceos. A partir de la musculatura axial y los huesos gruesos de las patas, se puede inferir que el basilosaurio no era capaz de nadar o sumergirse durante periodos largos de tiempo. También se piensa que no tenía ningún tipo de capacidad de desplazarse a tierra firme.
La parte más curiosa de la anatomía del basilosaurio son sus patas posteriores, que miden sesenta centímetros y por lo tanto no habrían contribuido a la locomoción de un animal de entre quince y dieciocho metros. Los análisis de la morfología de estas patas, que sólo tenían tres dedos, muestran que sólo podían cambiar entre dos posiciones y que los tarsales estaban fusionados. Se asemejan a los pequeños miembros que las boas utilizan como guías durante la copulación, y es posible que tuvieran una función similar. La historia del descubrimiento de estas patas es curiosa. Gingerich, que había estado investigando el género Pakicetus en Pakistán, no podía volver debido a un conflicto bélico. Así pues, se desplazó a Wadi Al-Hitan, donde quedó decepcionado al comprobar que la mayoría de fósiles eran de basilosaurio, una especie bien conocida. No obstante, Gingerich perseveró en sus excavaciones y acabó descubriendo algo sorprendente: que el basilosaurio tenía patas.
Por otro lado, las patas delanteras de sus antepasados terrestres pasaron a ser aletas con una articulación flexible del codo, semejantes a las de las focas de hoy en día.
La cabeza del basilosaurio no tenía espacio para un melón como el de las ballenas dentadas de hoy en día, y su cerebro también era más pequeño en comparación. Esto hace pensar que no tenía las habilidades sociales de las ballenas actuales.
Uno de los rasgos que diferencian a los mamíferos acuáticos de los peces es el tipo de movimiento que utilizan para desplazarse. Mientras que los peces mueven su cola horizontalmente, los mamíferos lo hacen verticalmente. A este respecto, la anatomía del basilosaurio presenta una cuestión difícil de resolver: las vértebras del final de la cola están comprimidas, como en los animales que tienen aleta caudal, pero una aleta como éstas sería muy ineficiente debido a la gran longitud de su cola. El tamaño similar de sus vértebras torácicas, lumbar, sacras y caudales indican que el basilosaurio se movía verticalmente de una manera parecida a la de las anguilas. Gingerich ha sugerido que el movimiento horizontal del basilosaurio también podría haber sido como el de las anguilas. Si fuera así, se trataría de una característica única entre los cetáceos.
Los machos eran más grandes que las hembras y medían dieciocho metros de longitud, mientras que las hembras medían quince. Su peso variaba entre sesenta y ochenta toneladas. Los ejemplares más grandes, sin embargo, podrían haber llegado a medir hasta veinticuatro metros de longitud.

## Comportamiento
Los animales que viven en zonas costeras tienen más probabilidades de quedar fosilizados después de su muerte, y en este estadio evolutivo, el basilosaurio ya era un animal totalmente acuático. Gracias a los numerosos fósiles que se han encontrado, los paleontólogos pueden imaginarse cuál era el comportamiento de este animal hace cuarenta millones de años.
El basilosaurio era la ballena más grande de su tiempo, lo que lo convertía en el animal más grande que había en la Tierra. Por lo tanto, se encontraba en el punto más alto de la cadena trófica. Los hallazgos de fósiles de basilosaurio y de otras especies indican que se alimentaba de sirenios, tortugas y otros cetáceos más pequeños como por ejemplo Dorudon o Zygorhiza. En un esqueleto de B. isis encontrado en Wadi Al-Hitan se han encontrado los contenidos del estómago, entre los que se encuentran espinas de peces y el esqueleto de un tiburón pequeño. Debido a sus enormes dimensiones, necesitaba grandes cantidades de alimento para subsistir, de forma que pasaba gran parte del tiempo nadando en aguas someras y buscando presas potenciales con sus desarrollados sentidos de la vista y oído.
Era probablemente un animal solitario que solo se reunía con otros miembros de su especie para aparearse o cuando una madre cuidaba de su cría. Como las ballenas actuales, respiraba aire y tenía que salir periódicamente a la superficie para cogerlo. Sin embargo, a diferencia de los cetáceos de hoy en día, no tenía espiráculos, sino que tenía que sacar la cabeza por encima de la superficie del agua y respirar profundamente por medio de sus narices.
Como se han encontrado fósiles de basilosaurio (y de Dorudon) en sedimentos de diferentes tipos, se sabe que estas ballenas eran capaces de vivir tanto en aguas someras como en aguas profundas. También gracias al registro fósil se sabe que estos animales del Eoceno tenían una amplia difusión geográfica.

## Hábitat

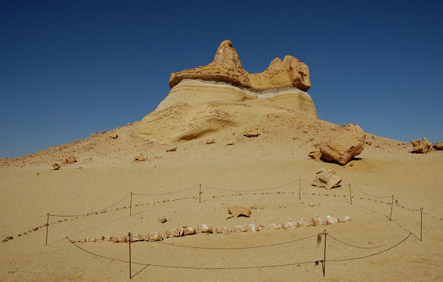
Huesos en el yacimiento de Wadi Al-Hitan o Valle de las Ballenas (Egipto)

El basilosaurio vivió en los mares tropicales y subtropicales del Eoceno tardío. Su difusión geográfica estaba centrada en el Océano de Tetis, un océano primitivo que se formó hace 250 millones de años a finales del período Pérmico y que en tiempos del Eoceno todavía separaba África y el subcontinente indio de Eurasia.
Como su predecesor, el Paleotetis, el océano de Tetis era un océano profundo y cálido. Poseía numerosos mares marginales, especialmente en la zona eurasiática. En la época en que vivió el basilosaurio, el océano ya se encontraba en un estadio adelantado de su proceso de cierre, que empezó hace cien millones de años con la fragmentación de Gondwana y el movimiento de África y la India hacia latitudes más septentrionales. Este proceso continuó durante el Cuaternario hasta que el océano de Tetis quedó casi totalmente cerrado. Hoy en día, el mar Mediterráneo y el Mar Negro son algunos de los pocos vestigios que quedan.

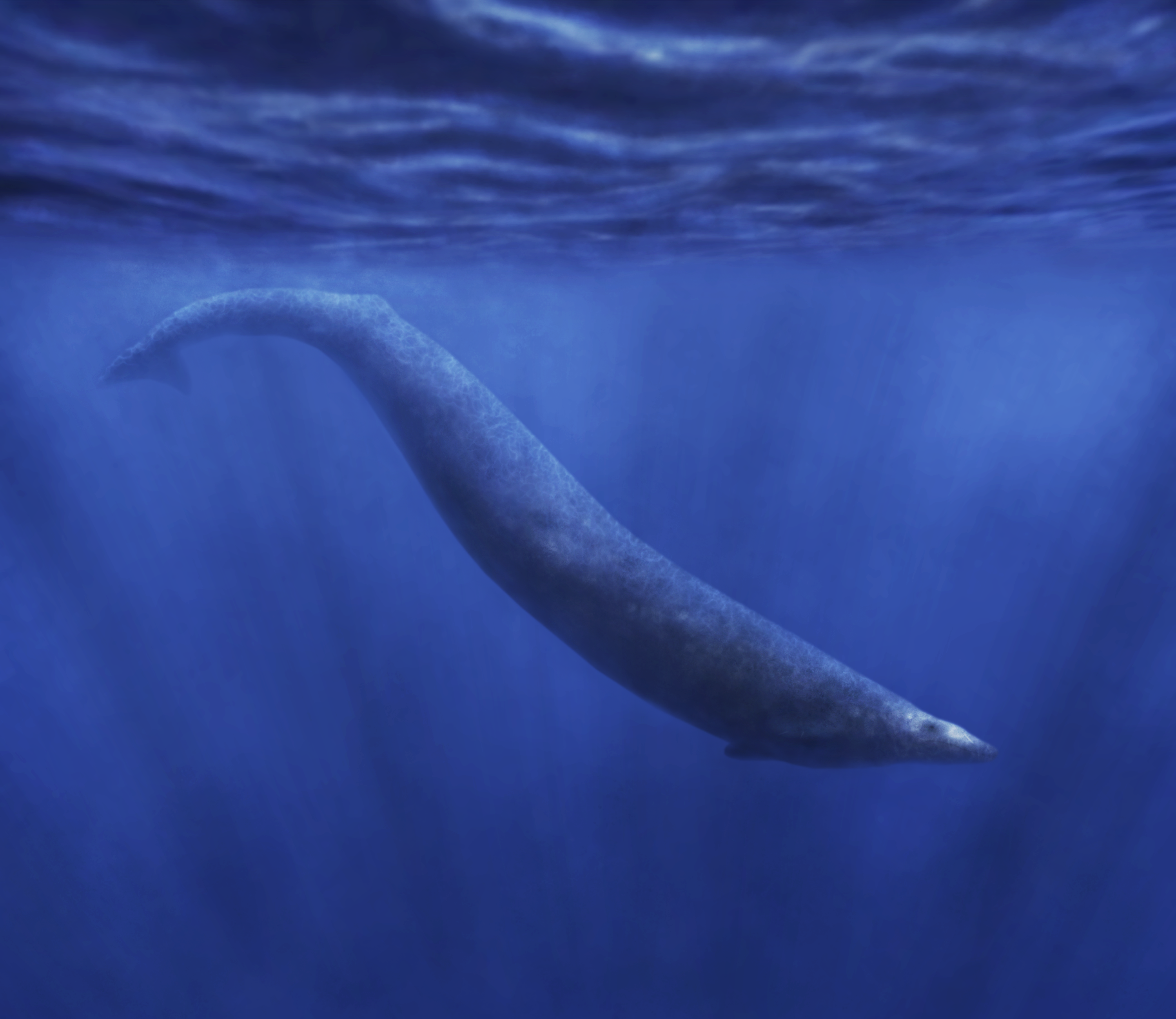
Reconstrucción de Basilosaurus cetoides

Un ecosistema bastante extendido en el océano de Tetis era el manglar. Este bioma está formado por árboles y arbustos muy tolerantes a la sal, que ocupan la zona intermareal próxima a las desembocaduras de ríos en las latitudes tropicales de la Tierra. Las regiones con manglares cuentan con estuarios y zonas costeras. Los manglares tienen una enorme diversidad biológica debido a su alta productividad, y allí se encuentran numerosas especies de muchos tipos. Los manglares son especialmente susceptibles a los cambios provocados por las mareas, y lo que de día es una playa, de noche puede convertirse en un fondo marino con la subida de la marea. Normalmente, el basilosaurio prefería cazar en mar abierto, pero parece que en periodos de escasez de alimento, las ballenas podrían haberse acercado a buscar presas a los manglares que llenaban las zonas costeras del océano de Tetis. Esto debió de ser algo más frecuente hacia finales del Eoceno, pues un fenómeno de cambio climático, parecido a El Niño pero mucho más drástico y provocado por el gran flujo de agua fría proveniente de la Antártida, empezó a trastocar las cadenas tróficas de todo del mundo y causó la extinción del 20% de las especies del planeta. Esta sería al final la causa de la extinción del basilosaurio.
Compartía hábitat con mamíferos marinos como por ejemplo Dorudon o Zygorhiza, y tiburones como Otodus o Physogaleus. A pesar de la gran diversidad de vida marina de esta época, el basilosaurio era el predador dominante de los océanos.

## Fósiles

Esqueleto de B. isis en Wadi Al-Hitan

Durante los primeros años del siglo XIX en Luisiana y Alabama, los fósiles de B. cetoides eran tan comunes (y tan grandes) que se usaban habitualmente como muebles. Una vértebra llegó a la American Philosophical Society, enviada por un tal Juez Bry, que estaba preocupado por el hecho de que estos hallazgos únicos estuvieran siendo destruidos. Los fósiles acabaron en manos del anatomista Richard Harlan, que proclamó que pertenecían a un reptil de cincuenta metros de longitud y le dio el nombre de Basilosaurus ("reptil rey"). Cuando el paleontólogo inglés Richard Owen estudió la columna vertebral, los fragmentos de la mandíbula, las patas y las costillas, proclamó que pertenecían a un mamífero. Owen propuso renombrar el fósil a Zeuglodon cetoides ("diente de yugo") en referencia a sus dientes con doble raíz, típicas de los mamíferos marinos. No obstante, las normas de la nomenclatura binomial especifican que el nombre válido más antiguo es el que se adopta, aunque haya un error en el nombre original. Por esto, Basilosaurus tiene un nombre científico que lo identifica como reptil a pesar de ser un mamífero.
En 1845, Albert Koch oyó historias de hueso gigantes en Alabama, y se presentó allí para reunir un esqueleto completo. Finalmente, creó un esqueleto de treinta y ocho metros de longitud de una supuesta "serpiente marina" que expuso en Nueva York y más tarde en Europa. Más adelante se demostró que los huesos provenían de cinco animales diferentes, algunos de los cuales ni siquiera eran de basilosaurio. Los restos se destruyeron en el gran incendio de Chicago.
Se han encontrado fósiles de otra especie, B. isis, en el denominado Valle de los Zeuglodon en Egipto. Los fósiles, además de estar en un muy buen estado de conservación (incluyendo las patas), eran muy numerosos. Gingerich, que organizó varias expediciones al valle, sugirió que la veneración egipcia por los cocodrilos podría haber estado inspirada por los grandes esqueletos que había. También se han encontrado fósiles de otra especie, B. drazindai, en Pakistán. Otra especie, Basiloterus hussaini, era su pariente más próximo conocido, pero no era ni mucho menos tan alargado.

## Especies
El género Basilosaurus comprende tres especies:

### Basilosaurus cetoides
Descrita por Richard Owen en 1839 con el nombre Zeuglodon cetoides, a partir de un fósil encontrado en la Tertiary Formation de Luisiana. Fue el primer fósil encontrado de un cetáceo prehistórico, y actualmente se conserva un esqueleto completo en el Instituto Smithsoniano de Washington D. C. El nombre de la especie hace referencia a su relación con las ballenas actuales (κῆτος, ballena en griego antiguo). Es el fósil estatal de Misisipi y Alabama, donde la legislación prohíbe sacar fósiles de B. cetoides del estado sin autorización previa por escrito del gobernador.

### Basilosaurus drazindai
Descrita por Philip Gingerich et ál en 1997. Sus vértebras lumbares tienen un tamaño y forma similares a las de especies posteriores, pero el arco neural y la espina neural son más largos. Además, posee metapófisis más anchas y más proyectadas hacia adelante, que se extienden más allá de la cara anterior del centro vertebral. El descubrimiento de una especie de Basilosaurus en los sedimentos en los que se encontró el fósil de B. drazindai comportó una nueva datación de estos estratos, puesto que la datación anterior no se correspondía con el espacio temporal de Basilosaurus. El nombre de la especie hace referencia a la Formación Drazindai de Pakistán, donde se encontraron los primeros fósiles. El holotipo (y único ejemplar conocido hasta ahora) es una vértebra lumbar, un poco agrietada y sin una parte del hueso cortical. Posiblemente se trataba de una vértebra caudal anterior.

### Basilosaurus isis
Descrita por Charles William Andrews en 1904. Se ha encontrado una gran cantidad de fósiles en Wadi Al-Hitan, Egipto, en sedimentos del Bartoniense. La especie está dedicada a Isis, diosa de la maternidad y la fertilidad en la mitología egipcia. Hasta finales de los años ochenta, se ignoraba que los animales del género Basilosaurus tuvieran patas posteriores, a pesar del gran número de fósiles que se habían encontrado. Fue un fósil completo de B. isis excavado por el equipo de Gingerich en Wadi Al-Hitan el que reveló las patas posteriores vestigiales de estos cetáceos. Existen hallazgos adicionales de Jordania.

## Criptozoología

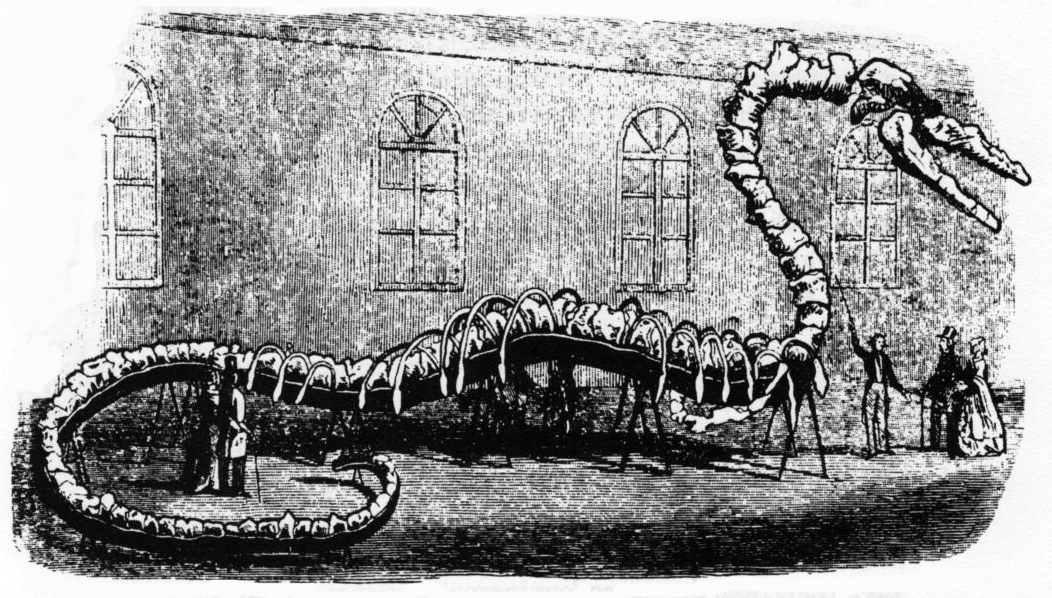
Un supuesto esqueleto de Hydrarchos de treinta y cinco metros de longitud reunido por Albert Koch en 1845. Se acabó descubriendo que se trataba de un montaje de huesos de al menos cinco fósiles diferentes de Basilosaurus

Algunos criptozoólogos creen que todavía existe el basilosaurio o una forma evolucionada y es la explicación de las historias de serpientes marinas. No obstante, su presencia en el registro fósil se acaba hace 37 millones de años, de forma que esta posibilidad es cuanto menos inverosímil.
La teoría de que el basilosaurio pudiera ser el críptido detrás de misterios como el del monstruo del lago Ness ha sido propuesta como contraargumento para responder a la afirmación de que los plesiosaurios (otro animal extinto habitual en las discusiones de criptozoología) no podrían vivir en aguas frías septentrionales. Un mamífero endotérmico como el basilosaurio habría podido vivir en estas aguas. Además, muchas "serpientes marinas" supuestamente tienen pelo y se mueven con un movimiento vertical de la columna vertebral, un rasgo típico de los mamíferos y no de los reptiles.
El basilosaurio ha sido propuesto como solución de los misterios de los críptidos Gambo, Nessie, Ogopogo y Cadborosaurus willsi.

## En documentales
Una hembra de basilosaurio es una de los protagonistas del segundo episodio de la serie de paleontología de la BBC Walking with Beasts. El episodio narra el ciclo desde que la hembra queda embarazada hasta al poco del nacimiento de su cría.
La primera aparición del basilosaurio es cuando la hembra caza un tiburón en aguas de la parte septentrional del océano de Tetis, donde los ejemplares adultos de esta especie se reúnen por la época de apareamiento. Varios machos intentan cortejarla, y finalmente ella elige el más grande. Como su tamaño es un obstáculo para el apareamiento, utilizan las patas vestigiales que tienen para acoplar sus cuerpos. Así pues, la hembra queda embarazada por el macho.

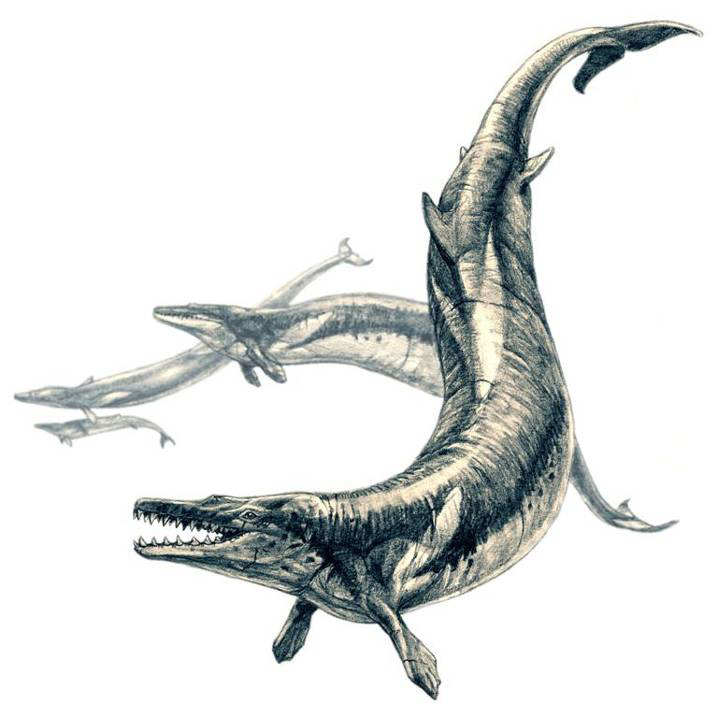
Representación artística un grupo de Basilosaurus

Mientras tanto, un gran episodio de cambio climático está empezando a desequilibrar los ecosistemas del mundo. El enfriamiento de las corrientes oceánicas es una amenaza especialmente grave para un animal marino como el basilosaurio. Cuatro meses después de quedarse embarazada, la cadena trófica de la que dependía la hembra se ha hundido, y la escasez de peces la obliga a cazar a lugares poco habituales. En la parte meridional del océano de Tetis hay abundantes manglares de aguas someras. En un intento de cazar un Moeritherium (una especie de proboscídeo primitivo), la ballena se queda encallada en un banco de arena – afortunadamente para ella, consigue liberarse cuando sube la marea.
Unas semanas más tarde, la hembra sigue teniendo problemas para alimentarse, y su situación todavía es más crítica debido a que se encuentra en un estado avanzado de gestación. El problema es que, como su cuerpo ha agotado las reservas de grasa, si no se alimenta pronto, abortará. Afortunadamente para ella, encuentra una laguna donde las hembras de Dorudon se están preparando para dar a luz. Después de desparasitarse frotando su cuerpo contra la arena del fondo marino, vuelve a atacar a los Dorudon. A pesar de los esfuerzos de los adultos, la agresividad de la hembra de basilosaurio acaba teniendo recompensa, y durante los siguientes días, mata a diversas crías de Dorudon para alimentarse.
La próxima vez que aparece la hembra, ya está en compañía de su cría. Esta vez, han conseguido sobrevivir, pero su especie está condenada a extinguirse con el cambio de época.
El basilosaurio también ha aparecido en Sea Monsters, un documental de la BBC parecido a Walking with Beasts. Aparece en el segundo programa, Into the Jaws of Death, y es considerado como el cuarto animal marino más peligroso de todos los tiempos. En esta serie la ballena se presenta bastante más agresiva que en Walking with Beasts.